# Danh sách đĩa đơn quán quân Hot 100 năm 2008 (Mỹ)

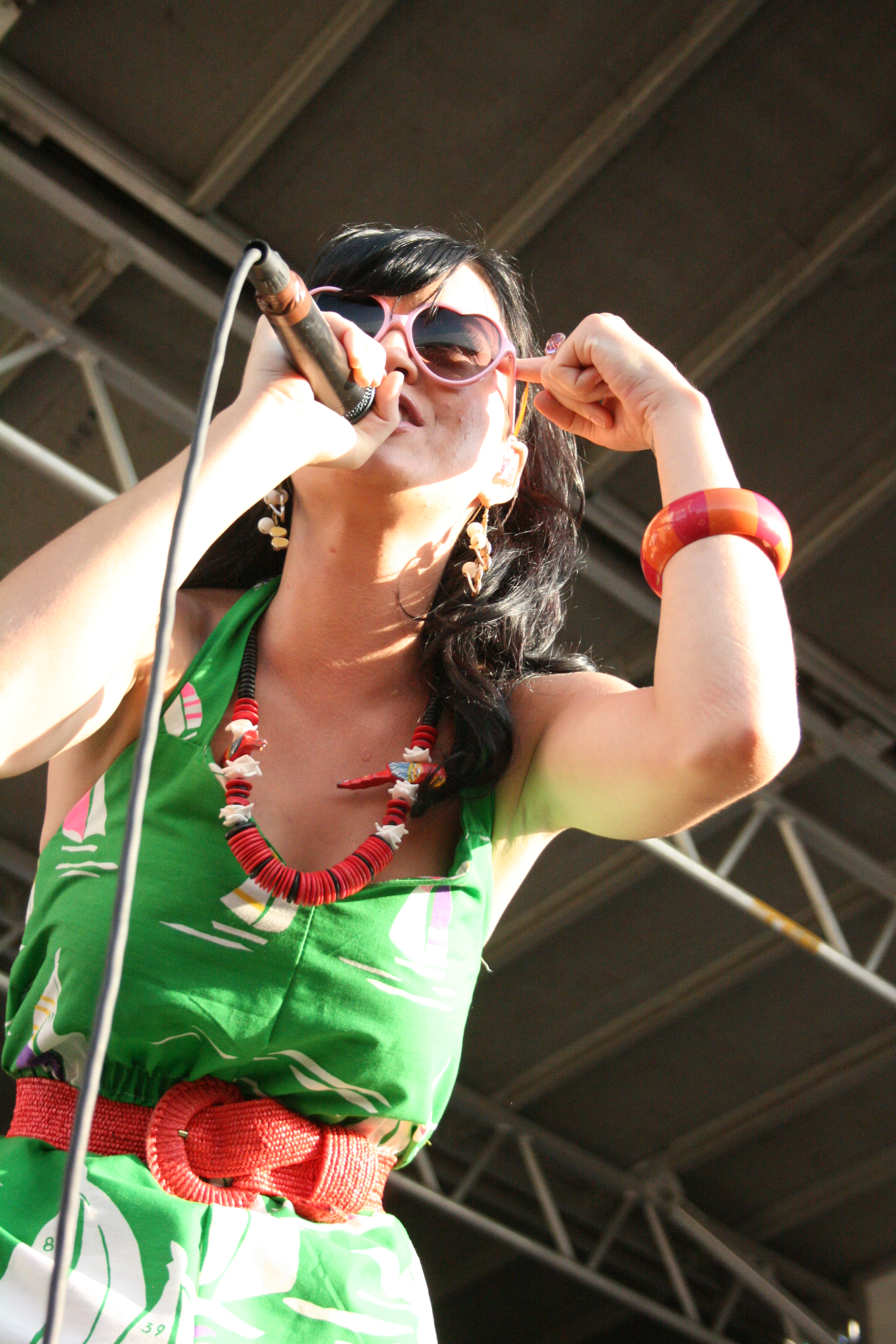
Nữ ca sĩ Katy Perry đạt được đĩa đơn đầu bảng đầu tiên của cô với ca khúc "I Kissed a Girl". Đây là đĩa đầu bảng thứ 1.000 của kỷ nguyên rock.

Billboard Hot 100, công bố hàng tuần bởi tạp chí Billboard, là bảng xếp hạng các đĩa đơn thành công nhất tại thị trường âm nhạc Hoa Kỳ. Các số liệu cho việc xếp hạng được Nielsen SoundScan tổng hợp chung dựa trên doanh số đĩa thường và nhạc số và tần suất phát trên sóng phát thanh. Trong năm 2008 có tất cả 14 đĩa đơn đứng đầu bảng xếp hạng Billboard Hot 100 với 52 lần phát hành bởi tạp chí Billboard.
Bảng xếp hạng được mở đầu bằng đĩa "Low" của rapper Flo Rida và giữ nguyên vị trí này trong 10 tuần liên tiếp. Đây là khoảng thời gian ở vị trí đầu bảng lâu nhất kể từ ca khúc "Irreplaceable" của nữ ca sĩ R&B Beyoncé Knowles cũng đạt vị trí quán quân trong 10 tuần bắt đầu từ cuối năm 2006. "Low" là đĩa đơn thành công nhất năm 2008 tại Mỹ, xếp hạng nhất trong bảng xếp hạng cuối năm (Top 100 Hits of 2008) của Billboard. Một vài đĩa đơn khác đứng đầu bảng trong nhiều tuần là "I Kissed a Girl" của ca sĩ trẻ Katy Perry với 7 tuần liên tục ở vị trí dẫn đầu và "Whatever You Like" của rapper T.I. cũng đạt thành tích tương tự nhưng không liên tiếp.
Trong năm 2008 có 7 nghệ sĩ đạt được đĩa đơn quán quân đầu tiên trong sự nghiệp, lần lượt là Flo Rida, Leona Lewis, Lil Wayne, Coldplay và Perry, tất cả trong số họ là nghệ sĩ hát chính trong khi Young Jeezy và Static Major chỉ là hai nghệ sĩ hát phụ họa. T.I. có được đĩa đầu bảng đầu tiên với tư cách là nghệ sĩ chính nhờ đĩa đơn "Whatever You Like". Anh cũng là nghệ sĩ có nhiều tuần ở vị trí dẫn đầu nhất với 13 tuần nếu tính tổng thời gian từ hai đĩa "Whatever You Like" và "Live Your Life" với đĩa sau đạt hạng nhất trong 6 tuần không liên tiếp. Rihanna là nghệ sĩ duy nhất còn lại có được nhiều đĩa quán quân với tổng cộng 3 đĩa là "Take a Bow", "Disturbia" và "Live Your Life" được cô hát phụ họa cho T.I. Rihanna là nữ ca sĩ đứng đầu bảng xếp hạng lâu nhất với 9 tuần từ 3 bài hát khác nhau.
Billboard Hot 100 năm 2008 cũng ghi nhận một số thành tích nổi bật đến từ các nữ nghệ sĩ. Ca khúc "Womanizer" của ca sĩ nhạc pop Britney Spears dù chỉ dẫn đầu trong một tuần nhưng được chú ý nhờ cú nhảy từ hạng 96 lên hạng nhất. Đây là đĩa quán quân thứ hai của Spears sau bài "...Baby One More Time" gần một thập niên trước đó. Diva Mariah Carey lần thứ 18 đứng đầu bảng xếp hạng Hot 100 với ca khúc "Touch My Body", giúp cô phá vỡ vị trí ngang hàng với Elvis Presley và trở thành nghệ sĩ hát đơn có nhiều đĩa quán quân nhất trong lịch sử bảng xếp hạng và chỉ sau ban nhạc The Beatles với 20 đĩa nếu tính chung tất cả các nghệ sĩ. Nữ ca sĩ trẻ đến từ Anh Leona Lewis gây chú ý nhờ đĩa đơn khởi nghiệp mang tên "Bleeding Love" đứng quán quân trong 4 tuần. Cô là một trong ba nữ nghệ sĩ duy nhất của Anh có được đĩa đứng đầu bảng xếp hạng lớn nhất của Mỹ. "I Kissed a Girl" của Katy Perry trở thành ca khúc quán quân thứ 1.000 của bảng xếp hạng Billboard Hot 100. Mặc dù 7 tuần dẫn đầu của đĩa đơn này đều nằm trong 13 tuần của mùa hè năm 2008 nhưng giới phê bình vẫn chưa đi đến thống nhất về việc ca khúc nào là Bài hát của Mùa hè 2008.

## Bảng xếp hạng

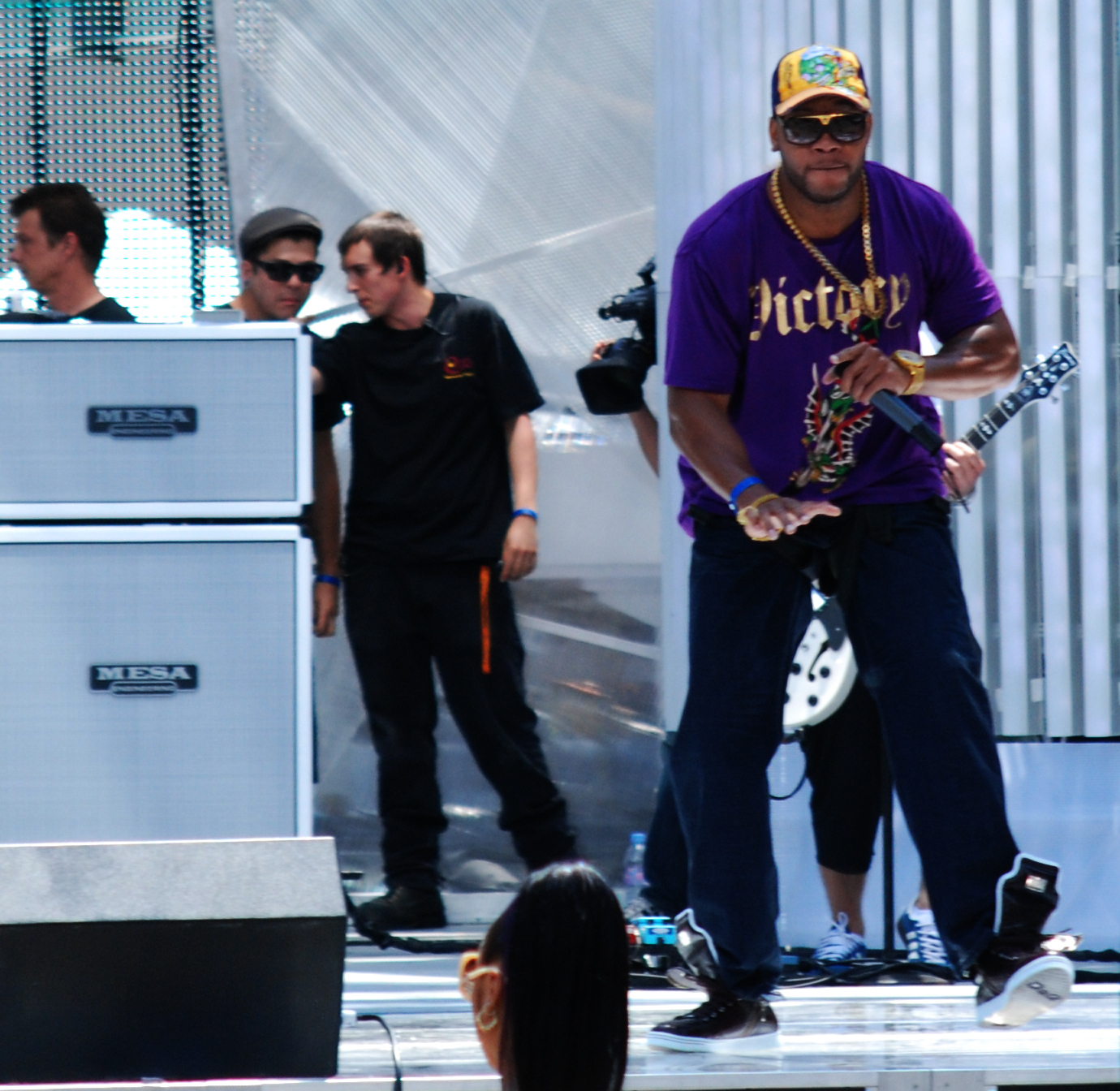
Ca khúc "Low" của rapper Flo Rida và T-Pain là đĩa đơn thành công và đứng đầu bảng lâu nhất năm 2008 với 10 tuần liên tiếp.

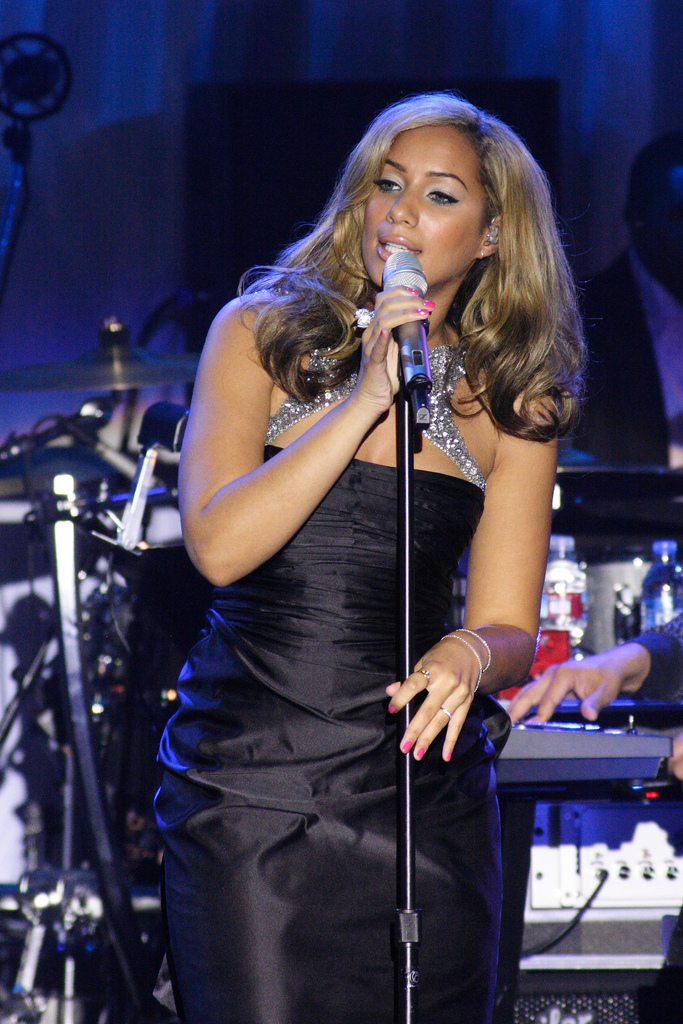
Ca sĩ nhạc pop Leona Lewis trở thành nữ nghệ sĩ Anh thứ ba có đĩa đơn quán quân Billboard Hot 100 với đĩa đơn đầu tiên phát hành tại Hoa Kỳ "Bleeding Love".

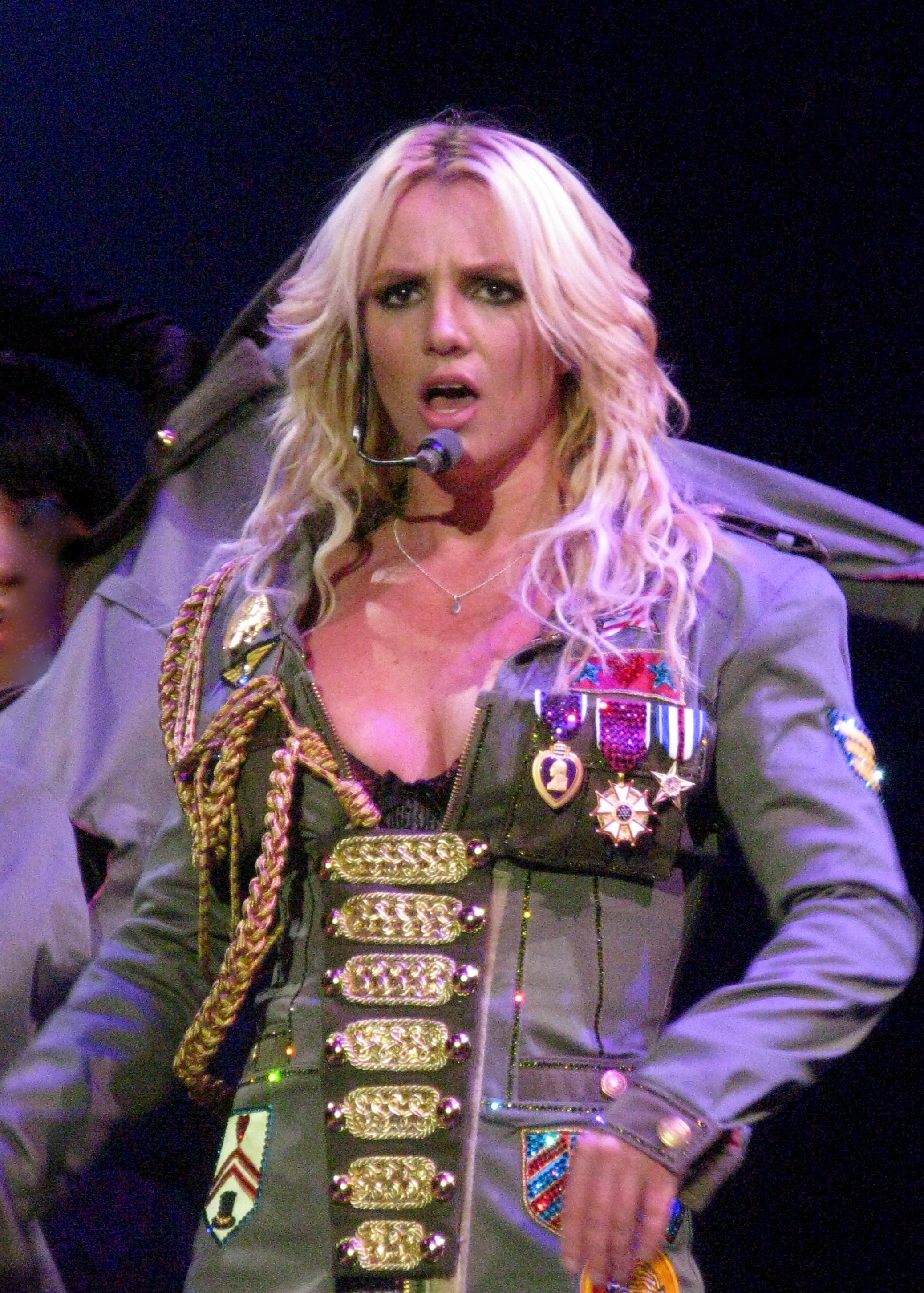
Ca sĩ nhạc pop Britney Spears có được đĩa quán quân thứ hai tại Mỹ, gần 10 năm trước cô cũng đạt thành tích này với đĩa đơn đầu tay "...Baby One More Time".

| Ngày ấn hành | Ca khúc                            | Nghệ sĩ                            | Chú thích     |
| ------------ | ---------------------------------- | ---------------------------------- | ------------- |
| 5 tháng 1    | "Low"                              | Flo Rida hợp tác với T-Pain        | [ 6 ]         |
| 12 tháng 1   | "Low"                              | Flo Rida hợp tác với T-Pain        | [ 21 ]        |
| 19 tháng 1   | "Low"                              | Flo Rida hợp tác với T-Pain        | [ 22 ]        |
| 26 tháng 1   | "Low"                              | Flo Rida hợp tác với T-Pain        | [ 23 ]        |
| 2 tháng 2    | "Low"                              | Flo Rida hợp tác với T-Pain        | [ 24 ]        |
| 9 tháng 2    | "Low"                              | Flo Rida hợp tác với T-Pain        | [ 25 ]        |
| 16 tháng 2   | "Low"                              | Flo Rida hợp tác với T-Pain        | [ 26 ]        |
| 23 tháng 2   | "Low"                              | Flo Rida hợp tác với T-Pain        | [ 27 ]        |
| 1 tháng 3    | "Low"                              | Flo Rida hợp tác với T-Pain        | [ 28 ]        |
| 8 tháng 3    | "Low"                              | Flo Rida hợp tác với T-Pain        | [ 2 ]         |
| 15 tháng 3   | "Love in This Club"                | Usher hợp tác với Young Jeezy      | [ 29 ]        |
| 22 tháng 3   | "Love in This Club"                | Usher hợp tác với Young Jeezy      | [ 30 ]        |
| 29 tháng 3   | "Love in This Club"                | Usher hợp tác với Young Jeezy      | [ 31 ]        |
| 5 tháng 4    | "Bleeding Love"                    | Leona Lewis                        | [ 7 ]         |
| 12 tháng 4   | "Touch My Body"                    | Mariah Carey                       | [ 14 ] [ 15 ] |
| 19 tháng 4   | "Touch My Body"                    | Mariah Carey                       | [ 32 ]        |
| 26 tháng 4   | "Bleeding Love"                    | Leona Lewis                        | [ 33 ]        |
| 3 tháng 5    | "Lollipop"                         | Lil Wayne hợp tác với Static Major | [ 8 ]         |
| 10 tháng 5   | "Bleeding Love"                    | Leona Lewis                        | [ 34 ]        |
| 17 tháng 5   | "Bleeding Love"                    | Leona Lewis                        | [ 35 ]        |
| 24 tháng 5   | "Take a Bow"                       | Rihanna                            | [ 36 ] [ 37 ] |
| 31 tháng 5   | "Lollipop"                         | Lil Wayne hợp tác với Static Major | [ 38 ]        |
| 7 tháng 6    | "Lollipop"                         | Lil Wayne hợp tác với Static Major | [ 39 ]        |
| 14 tháng 6   | "Lollipop"                         | Lil Wayne hợp tác với Static Major | [ 40 ]        |
| 21 tháng 6   | "Lollipop"                         | Lil Wayne hợp tác với Static Major | [ 41 ]        |
| 28 tháng 6   | "Viva la Vida"                     | Coldplay                           | [ 9 ] [ 42 ]  |
| 5 tháng 7    | "I Kissed a Girl"                  | Katy Perry                         | [ 10 ] [ 43 ] |
| 12 tháng 7   | "I Kissed a Girl"                  | Katy Perry                         | [ 44 ]        |
| 19 tháng 7   | "I Kissed a Girl"                  | Katy Perry                         | [ 45 ]        |
| 26 tháng 7   | "I Kissed a Girl"                  | Katy Perry                         | [ 46 ]        |
| 2 tháng 8    | "I Kissed a Girl"                  | Katy Perry                         | [ 47 ]        |
| 9 tháng 8    | "I Kissed a Girl"                  | Katy Perry                         | [ 48 ]        |
| 16 tháng 8   | "I Kissed a Girl"                  | Katy Perry                         | [ 49 ]        |
| 23 tháng 8   | "Disturbia"                        | Rihanna                            | [ 50 ]        |
| 30 tháng 8   | "Disturbia"                        | Rihanna                            | [ 51 ]        |
| 6 tháng 9    | "Whatever You Like"                | T.I.                               | [ 11 ]        |
| 13 tháng 9   | "Whatever You Like"                | T.I.                               | [ 52 ]        |
| 20 tháng 9   | "Whatever You Like"                | T.I.                               | [ 53 ]        |
| 27 tháng 9   | "So What"                          | Pink                               | [ 54 ]        |
| 4 tháng 10   | "Whatever You Like"                | T.I.                               | [ 55 ]        |
| 11 tháng 10  | "Whatever You Like"                | T.I.                               | [ 56 ]        |
| 18 tháng 10  | "Live Your Life"                   | T.I. hợp tác với Rihanna           | [ 57 ]        |
| 25 tháng 10  | "Womanizer"                        | Britney Spears                     | [ 58 ] [ 59 ] |
| 1 tháng 11   | "Whatever You Like"                | T.I.                               | [ 60 ]        |
| 8 tháng 11   | "Whatever You Like"                | T.I.                               | [ 5 ]         |
| 15 tháng 11  | "Live Your Life"                   | T.I. hợp tác với Rihanna           | [ 61 ]        |
| 22 tháng 11  | "Live Your Life"                   | T.I. hợp tác với Rihanna           | [ 62 ]        |
| 29 tháng 11  | "Live Your Life"                   | T.I. hợp tác với Rihanna           | [ 63 ]        |
| 6 tháng 12   | "Live Your Life"                   | T.I. hợp tác với Rihanna           | [ 64 ]        |
| 13 tháng 12  | "Single Ladies (Put a Ring on It)" | Beyoncé                            | [ 65 ]        |
| 20 tháng 12  | "Live Your Life"                   | T.I. hợp tác với Rihanna           | [ 12 ]        |
| 27 tháng 12  | "Single Ladies (Put a Ring on It)" | Beyoncé                            | [ 66 ]        |